# Los Ybanez, Texas
Los Ybanez là một thành phố thuộc quận Dawson, tiểu bang Texas, Hoa Kỳ. Năm 2010, dân số của xã này là 19 người.